# 高級文憑
高級文憑（英語：Higher Diploma；阿拉伯语：‎ Diblōm ʻAli）是一種設於香港、愛爾蘭、英國、伊拉克、利比亞和阿曼的學位等級。

## 香港情況
在香港，高級文憑為兩年制，等級上等同於副學士（Associate's degree），即是學士之下的一個等級，屬資歷架構第四級。過去在三二二三學制時，高級文憑課程為三年制。高級文憑與副學士在香港亦被統稱為副學位（Sub-degree）。
2000年以前，香港的副學位課程種類不多，包括高級文憑課程，當時由本地多家專上學院及職業訓練局等機構頒發。2000年時，香港行政長官董建華為快速增加具副學位學歷人口，因此出現了與高級文憑等級相同的副學士，但兩者實際上有一定分別。
香港的副學士和高級文憑主要不同之處，在於副學士為美國制度，較為注重通識教育，較配合將來升讀學士；高級文憑則類同英國制度，相對注重於學科專業，較配合將來直接就業找尋工作。由於高級文憑傾向職業導向，加上此制度較副學士傳統，所以部份歷史較悠久的課程在社會認受性頗高。
高級文憑的學歷程度，相等於香港本地的大學的四年制的榮譽學士的第一年或第二年，視乎兩者課程的內容的相似程度，因此本地大學收取高級文憑畢業生時，會考慮其成績及修業年期，再決定取錄到本科二年級（首年已取得上述成績）或三年級（完成兩年課程後取得上述成績）。而部份外國院校，甚至會直接取錄到本科最後一年。
香港的高級文憑課程由本地各大學、其附屬院校及其他職業專才教育機構如職業訓練局轄下的香港專業教育學院（IVE）開辦。

### 爭議
2016年8月，新論壇和新青年論壇公布《香港各世代大專生收入比較研究報告》，指專上課程畢業生從事低技術職位如文員和推銷員等的人數，在1995至2015年間增加近八成，而起薪中位數則比二十年前的更低。新論壇副召集人鄧咏駿指大專自資學位令學生「浪費錢、浪費時間」，或因而背負學債卻未能增加收入、提升地位，終致「高不成低不就」。

## 英國情況
英國的情況比較簡單，英國的大學是三年制，完成整個大學三年課程便可得到荣誉學士学位（Honours Degree）。假如學生只完成兩年的課程就會得到本科文憑（Undergraduate Diploma），假如只完成第一年的課程便可獲得本科證書（Undergraduate Certificate）。
另外牛津大學、劍橋大學亦有頒授相當於大學三年級程度的本科畢業文憑（Undergraduate Advanced Diploma）。本科畢業文憑在兩間大學的網站上列明程度與榮譽學士學位最後一年相等，同時亦可直接透過本科畢業文憑報讀英國大學的碩士課程，包括牛津和劍橋兩所大學。香港特首林鄭月娥正是由港英政府保送到剑桥大学沃尔森学院完成本科畢業文憑。

## 愛爾蘭情況
愛爾蘭的高級文憑於2005年6月設立，代替本科文憑（graduate diploma，又稱本科證書）。